# Чужая жизнь
«Чужая жизнь» (англ. The Stranger Within) — американский телевизионный триллер 1990 года режиссера Тома Холланда с Риком Шродером, Кейт Джексон и Крисом Сарандоном в главных ролях. Премьера состоялась на канале CBS 27 ноября 1990 года.

## Сюжет
В октябре 1974 года в сельской местности Гроув-Милл, штат Миннесота, 3-летний сын вдовы Маре Блэкберн (Кейт Джексон) Люк (Росс Свонсон) был похищен неизвестной, Маре винит себя в похищении и не может смириться с потерей. "Шестнадцать лет спустя" Маре теперь находится в счастливых отношениях на расстоянии с Дэном (Крис Сарандон) - человеком из Калифорнии, который переехал в Миннеаполис после самоубийства своего сына - когда появляется молодой человек по имени Марк (Рик Шродер), утверждающий, что он ее сын. Маре не хочет принимать его, опасаясь, что он играет в жестокую шутку, пока не делится воспоминаниями из прошлого и не показывает шрам от ожога на печи, который совпадает с у Люка. Он объясняет, что вырос в Айдахо и сейчас находится на отдыхе в Миннесоте, прежде чем вернуться в Нью-Йорк, чтобы устроиться на работу. Маре рада наверстать упущенное шестнадцать лет со своим сыном, но Дэн продолжает сомневаться в достоверности Марка.
Однажды Маре отводит Марка в супермаркет, где произошло похищение, но он упадает в обморок. В больнице Марк узнает, что Маре беременна, и удивлен, что не хочет, чтобы он сказал Дэну. Дэн продолжает искать доказательства, которые докажут, является ли Марк на самом деле Люком, несмотря на признание Маре в том, что она не хочет знать, окажется ли история Марка правдивой или ложной. В полицейском участке Дэн узнает, что город в Айдахо, где Марк утверждает, что вырос - "Изумерный город" - не существует. Расстроенный Марком, Дэн неохотно спасает свою жизнь, когда он чуть не упал с крыши. Затем Марк утверждает, что Изумрудный город был ложью, чтобы скрыть его гораздо худшее прошлое, и уверяет Дэна в его достоверности, показывая ему родинку, которая также была у Люка. Вскоре после этого Маре отклоняет последнее из нескольких предложений руки и сердца от Дэна, который только что узнал от Марка о своей беременности.
Во время поездки на ледовую рыбалку Дэн снова сталкивается с Марком по поводу лжи о его прошлом. Чувствуя себя в ловушке, Марк толкает Дэна в воду и позволяет ему утонуть до смерти под льдом. Затем Марк возвращается в дом и перерезает телефонный провод и электрический кабель, а также отключает двигатель в машине Маре, тем самым гарантируя, что у Маре нет возможности позвать на помощь и больше некуда идти. Тем не менее, Маре не знает о своей ответственности во всех этих событиях, и еще больше манипулирует утверждением Марка о том, что Дэн упал в воду из-за его ссоры с ней из-за их взглядов на брак. Визит полицейского меняет ее взгляды на Марка, когда она узнает, что он не сообщил офицеру о смерти Дэна. Марк переворачивает конфронтацию, настаивая на том, что она была для него ужасной матерью. Тем временем полицейский узнает, что в претензиях Марка есть недостатки.
Поскольку оба понимают, что Марк - социопат-убийца, они безуспешно пытаются сбежать. Марк сначала чуть не убивает офицера молотком, а затем поворачивается к Маре. Она пытается выгнать его, но он легко одолевает ее; выбив ее головой в зеркало, прежде чем надеть на нее наручники. Позже он освобождает ее и дает ей еще один шанс «быть хорошей матерью», только чтобы напасть на нее, когда она утверждает, что любит его. Когда она признает, что она плохая мать, Марк отвечает, что она должна умереть за это. Маре, которая больше не верит, что Марк - ее собственный сын, пытается застрелить его из пистолета полицейского, но у него заканчиваются пули. Затем ее толкают в подвал и просыпаются рядом с почти безжизненным телом полицейского. В то время как Марк отвлекается, когда копает яму, чтобы похоронить двоих, офицеру удается слабо пошевелить рукой достаточно, чтобы указать на свой пулевой пояс, и поэтому Маре забирает пистолет и перезаряжает его. Тем временем Марк признает, что он не ее сын, прежде чем начать хоронить ее заживо. Он начинает насмехаться над Маре, говоря, что она не будет стрелять в него, и что, хотя он, возможно, не сын Маре, он чей-то сын. Однако насмечивые слова Марка обернулись против него, так как, чтобы спасти ее жизнь, Маре в конечном итоге стреляет в Марка. Марк выживает после стрельбы и собирается убить ее молотком, когда внезапно отец полицейского появляется позади Маре и спасает ее, застрелив Марка до смерти; у Марка есть только достаточно времени, чтобы еще раз называть Маре как «Маму» перед смертью. Маре просыпается в больнице со своей матерью рядом с ней.
Что бы ни случилось с Люком, ее настоящим похищенным сыном, все еще остается нерешенным.

## Награды и номинации
- 1991 — «Золотой глобус» в категории Best Performance by an Actor in a Miniseries or Motion Picture Made for Television — номинация.[2]

## В ролях
- Рики Шродер  — Марка
- Кейт Джексон — Маре Блэкберн
- Крис Сарандон — Дэна
- Кларк Сэндфорд — капитана Бендера
- Питер Брайтмайер — Фила Бендера
- Памела Дэнсер — Эммы
- Росс Свонсон — Люка Блэкберна
- Дейл Данэм — Майло
- Оливер Остерберг — Джо
- Келси Роуз —Джилл
- Закари Ханке — Джейсона
- Сюзанна Эгли — женщины-полицейского
- Джеймс Харрис — доктора
- Кларенс Аун — охранника